# 2017年拉斯維加斯槍擊案
2017年10月1日，美國内华达州天堂市賭城大道的「91號公路豐收」（Route 91 Harvest）露天鄉村音樂節發生大規模槍擊事件。造成61人死亡（包含枪手1人），500至851人受傷，其中约422人受槍傷。时至今日，它是美国历史上最严重的大規模槍擊事件。枪手射击地点位於曼德勒海湾酒店，该酒店在拉斯维加斯大道旁，位于音乐会会场附近。

## 过程
2017年10月1日夜晚约22時08分，槍手持自动步枪從曼德勒海湾酒店32樓窗台向正在聆听音乐会的人群掃射。傑森·奧爾迪恩當時正在表演閉幕節目，槍擊持續了大約五分鐘，
23時58分，拉斯維加斯警察指出，嫌犯已飲彈自盡，在現場發現了至少二十三把槍械與大量彈藥。稍后嫌犯的身份已判明為64岁的史蒂芬·帕多克，来自内华达州梅斯基特市。
警方在事发72分钟后锁定枪手所在的酒店房间。在警方发起冲击准备进入房间时，枪手从房间内向房门进行了射击。当警方破门后发现枪手已吞弹自尽。据警方称，枪手在门口走廊的送餐推车上装有两个摄像头，第一扇门的猫眼上装有一个，房间家庭区域里还装有一个摄像头，以便提前知道警方赶到的时间。不过调查发现，所有的这些摄像头都没有被启动。
恐怖组织伊斯兰国宣布对此事件负责，并称枪手在数月前“已改信伊斯兰教”。但美国当局表示没有证据證明有恐怖分子参与，認為應是隨機濫殺而非恐怖攻擊。
当地警方透露枪手打破酒店房间的两块不同方向的玻璃进行射击。一个方向对准人群以及路边的汽车炸弹，而另一个方向对着的是距离事发地不远的私人飞机场上的2个航空燃料储存罐。此前警方还在枪手的车上发现装有50磅重的爆炸物以及约1600发弹药的箱子。警方称，枪手在过去数十年间获取了这些枪支弹药，并精心策划了这起袭击。
2019年1月29日，FBI最终调查认定无法判断凶手的作案动机。

## 伤亡
枪击案造成至少61人死亡，包括两名不在执勤的警员，以及至少527人受傷。
此次枪击案的伤亡人数超过2016年奥兰多夜店枪击案（50人死亡，包含兇手），成为美国历史上最严重的枪击案。

## 行凶者
槍手已確定是64歲的退休麥道會計師史蒂芬·帕多克，生活在內華達州梅斯基特（Mesquite）的一個退休社區。帕多克與其母親共同擁有並管理一些公寓建築。他也擁有兩架飛機，並是一位有飛行執照的飛行員。早前他曾經在內華達州、加利福尼亞州、德克薩斯州、佛羅里達州等地居住過。《华盛顿邮报》援引帕多克亲戚的介绍称，他经常去拉斯维加斯赌博、听音乐会。案发后警方从他的家中和车上发现了大量枪支（部分安裝了撞火槍托和大容量彈匣）弹药与爆炸装置。另，FBI查出，其父本杰明·霍斯金斯·帕多克曾犯下銀行劫案被捕判刑，但越獄成功後再度就逮，是1969-1977年美國十大通緝要犯之一。

用于改装的撞火枪托

## 使用枪支
涉事的酒店房间中发现23支枪械及大量弹药，其中只有1把为手枪，其余均为步枪。加上在其内华达家中发现的19把枪，共计42把枪。
- 据已披露的现场图片显示，枪手使用的枪支有：1支AR-15半自動步槍（射程1800英尺）、1支AK-47步枪（射程1080英尺）；3支FN-15S半自动步枪；西格-绍尔步枪；4支DD M4步枪。在被发现的武器中，还有2支撞火枪托（bump stock），该枪托能利用後座力将半自动枪械射速提高到接近全自动武器。
- 另外在其家中内华达警方还发现有用来制造爆炸性物体的爆炸性二元混合物（英语：Tannerite）。警方还在嫌疑人帕多克的车上发现硝酸铵，该物质常被恐怖分子制作成爆炸物。[27]

## 各方反应

### 美国
美国总统特朗普与夫人梅拉尼娅·特朗普在白宫南草坪为事件死者默哀。特朗普通过Twitter发表推文，称“我要向拉斯维加斯枪击事件遇难者及家人表示最深切的哀悼与同情。愿上帝保佑你们！”特朗普在发布会上表示此次枪击是“纯粹的邪恶行为”和“可怕的攻击”。白宫发言人称，特朗普将于10月4日前往拉斯维加斯探访襲擊情况。特朗普又下令全国政府建筑物下半旗至周五，为事件死伤者致哀。白宫发言人桑德斯表示，正密切留意事态发展，并将全力为内华达州和当地官员提供支援。
内华达州州长布萊恩·桑多瓦表示，悲惨邪恶的暴力行为震动了内华达人民，他们要为受害者和所有受到这个懦弱行为影响的人祷告。
袭击事件发生后，民主党和共和党10月4日再次在国会就控枪议题展开辩论。国会共和党人表示这场悲剧仍然处在调查阶段，现在讨论新的法律为时尚早。与此同时，共和党人说民主党人在用枪支议题玩弄政治。愤怒的民主党人则指责共和党人把政治置于民众之前。
受害者指责涉事酒店的母公司美高梅國際酒店集團疏于管理，没有发现枪手在酒店里存放攻击性武器和大量弹药，因此對該集團發起了數百起訴訟。2019年10月3日，美高梅國際酒店集團同意賠償受害者7.35亿至8亿美元。

### 国际
- 中华人民共和国：中共中央总书记兼国家主席习近平致电美国总统特朗普，就美国拉斯维加斯市发生枪击事件造成重大人员伤亡，向美国政府和美国人民表示深切同情，向遇难者表示沉痛的哀悼，向受伤者表示真挚的慰问。祝愿受伤者早日痊愈。[35]
- 英国：女王伊丽莎白二世表示，向遇难者家属与伤患寄予追思[36]。首相特雷莎·梅表示，此次袭击令人震惊[37]。
- 俄羅斯：总统表示“这一夺走数十名平民生命的罪行令人震惊”[38]。
- 法國：法國知名地標艾菲爾鐵塔在1日午夜時暫時熄燈，與2015年發生巴黎恐攻時，拉斯維加斯巴黎賭場中艾菲爾鐵塔的複製品進行熄燈默哀的動作如出一轍，藉以對拉斯維加斯這次的災難表示默哀與感謝當年所做的支持[39]。
- 加拿大：总理賈斯汀·特鲁多发表声明，向失去亲人和朋友的人表示最深切的哀悼[40]。
- ：总理麥肯·表示哀悼，并表示：“我们为澳洲严格的枪支管制感到自豪”[41]。
- 以色列：总理表示慰问，并就此事发表声明[42]。
- 土耳其：总统雷杰普·塔伊普·埃尔多安在Twitter上表示：“我衷心希望今后不会发生这样的袭击。我代表土耳其人民，向受害者和所有美国人的家属和亲人表示哀悼[43]。